# Castello di Isola del Cantone
Il castello Spinola è stato un edificio difensivo e palazzo marchionale situato nel comune di Isola del Cantone, nella città metropolitana di Genova. Nell'area pubblica dell'edificio è ospitato dal 2013 il museo archeologico dell'Alta valle Scrivia.

## Storia
Secondo le fonti storiche la datazione presunta del castello avvenne in epoca successiva all'acquisizione del feudo di Isola da parte della famiglia Spinola nel 1256; in precedenza fu possedimento dal 1235 dei Malaspina. La probabile datazione potrebbe quindi attestarsi alla seconda metà del XIII secolo.
Con l'avvento del Primo Impero francese nel 1797 e della Repubblica Ligure (1805), e la conseguente abolizione dei Feudi imperiali, il castello - palazzo perse ogni scopo legata alla difesa e fu venduto nel corso del 1819 dagli ultimi eredi Spinola alle locali famiglie Denegri e Zuccarino. Queste ultime, in successivi interventi strutturali, trasformarono l'antica dimora duecentesca in abitazioni private, con la sola eccezione dell'area più a sud, comprensiva della seicentesca loggia, che fu invece acquistata dall'ente comunale isolese.
La collaborazione tra gli enti statali superiori (Regione Liguria e l'allora Provincia di Genova), e il comune stesso, ne ha quindi poi permesso il recupero attraverso interventi di consolidamento dei muri, delle fondamenta, delle cerchiature interne e l'inserimento di una copertura a capriata costituita da tiranti in acciaio e travi in legno. Un ulteriore accordo tra i comuni di tra Isola del Cantone e Savignone, legato al progetto regionale "Terre di Castelli", ha poi sancito nel 2013 l'apertura in due piani della struttura del nuovo museo archeologico dell'Alta valle Scrivia nel quale sono custoditi reperti risalenti ad un arco temporale compreso tra la preistoria, il Neolitico, l'epoca medievale e feudale e i secoli immediatamente precedenti al XX secolo.

## Descrizione
La fortezza si presenta a strapiombo lungo la riva destra del torrente Scrivia, nei pressi della confluenza del corso d'acqua con il Vobbia, e originariamente si presentava a forma quadrata, con torri agli angoli delle mura e un ampio cortile al suo interno.
Nel corso dei secoli i successivi ampliamenti e rivisitazioni - tra questi la realizzazione nel 1628 della loggia a base quadrangolare e di altri tre piani al corpo principale a mo' di contrafforte - alterarono vistosamente il primitivo impianto medievale con l'unica eccezione nella torre a picco sul torrente.